# Poecilopeplus
Poecilopeplus is een kevergeslacht uit de familie van de boktorren (Cerambycidae). De wetenschappelijke naam van het geslacht werd voor het eerst geldig gepubliceerd in 1835 door Dejean.

## Soorten
Poecilopeplus omvat de volgende soorten:
- Poecilopeplus batesi White, 1853
- Poecilopeplus corallifer (Sturm, 1826)
- Poecilopeplus flavescens Rosenberg, 1898
- Poecilopeplus fontanieri (Lucas, 1859)
- Poecilopeplus haemopterus (Lucas, 1859)
- Poecilopeplus intricatus (Blanchard, 1847)
- Poecilopeplus martialis Rosenberg, 1898
- Poecilopeplus tardifi Michard, 1887